# آرثر رانسوم
آرثر رانسوم (بالإنجليزية: Arthur Ransome) (مواليد 18 يناير 1884 في ليدز - الوفاة 3 يونيو 1967)، هو مؤلف وصحفي إنجليزي. تخصص بكتابة أدب الأطفال، واشتهر بتأليف سلسلة روايات سوالو وأمازون، والتي تتحدث عن مغامرة أطفال أثناء العطلة المدرسية في ليك ديستريكت.

## روابط خارجية
- آرثر رانسوم على موقع IMDb (الإنجليزية)
- آرثر رانسوم على موقع الموسوعة البريطانية (الإنجليزية)
- آرثر رانسوم على موقع ميوزك برينز (الإنجليزية)
- آرثر رانسوم على موقع قاعدة بيانات الفيلم (الإنجليزية)